# Симфонический оркестр Финского радио
Симфонический оркестр Финского радио (фин. YLE Radion sinfoniaorkesteri, швед. YLE Radions Symfoniorkester) — симфонический оркестр, радиоансамбль, базирующийся в Хельсинки; спонсором оркестра является Финское радио. Основными концертными площадками оркестра являются Дворец Финляндия и Дворец культуры в Хельсинки.
Оркестр был основан в 1927 году Эркки Линко, дирижировавшим им до 1952 года, и состоял всего из десяти музыкантов. В 1929 году первым главным дирижёром стал Тойво Хаапанен. После Второй мировой войны состав оркестра был расширен сначала до 50 в (1950), затем до 67 музыкантов (1953), а в 1970-е годы — до состава полного симфонического оркестра.
С 2003 по 2012 год оркестром руководил Сакари Орамо, а почётным дирижёром был Юкка-Пекка Сарасте. С 2013 года оркестром руководит Ханну Линту; в 2016 году его контракт был продлён до 2021 года.
Среди записей оркестра преобладают записи финских композиторов, особенно Яна Сибелиуса, а также Аарре Мериканто и Пааво Хейнинена. Также получили известность записи симфоний Густава Малера и Карла Нильсена. В августе 2018 года запись концертов Белы Бартока для скрипки с оркестром принесли симфоническому оркестру Финского радио престижную международную премию журнала Gramophone.
Весной 2021 года оркестр возглавит британец Николас Коллон

## Главные дирижёры
- Тойво Хаапанен (1929—1950)
- Нильс-Эрик Фоугштедт (1950—1961)
- Пааво Берглунд (1962—1971)
- Окко Каму (1971—1977)
- Лейф Сегерстам (1977—1987)
- Юкка-Пекка Сарасте (1987—2001)
- Сакари Орамо (2003—2012)
- Ханну Линту (2013—2021)
- Николас Коллон (с 2021)